# Miguel White
Miguel White (Legazpi, 9 ottobre 1909 – 30 agosto 1942) è stato un ostacolista filippino.
Nel 1936 prese parte ai Giochi olimpici di Berlino, conquistando la medaglia di bronzo nei 400 metri ostacoli. Gareggiò anche sui 110 metri ostacoli, ma fu eliminato durante le batterie di qualificazione.
Morì in guerra nel 1942, durante l'occupazione giapponese delle Filippine.

## Palmarès
| Anno | Manifestazione  | Sede    | Evento   | Risultato | Prestazione | Note                          |
| ---- | --------------- | ------- | -------- | --------- | ----------- | ----------------------------- |
| 1936 | Giochi olimpici | Berlino | 110 m hs | Batteria  | n/d         |                               |
| 1936 | Giochi olimpici | Berlino | 400 m hs | Bronzo    | 52"8        | Miglior prestazione personale |